# Scrophularia nodosa
La escrofularia, hierba de lamparones o hierba de San Pedro (Scrophularia nodosa) es una especie de la familia Scrophulariaceae, natural de Europa, también naturalizada en Norteamérica, crece en lugares húmedos por los bosques, setos y zonas pantanosas.
Es una planta herbácea vivaz con raíz tuberosa, tallos cuadrados que alcanza 60-90 cm de altura. Las hojas son opuestas, ovales, dentadas y agudas. Las flores son pequeñas con el cáliz de color verde, corola de color rojo o púrpura, agrupadas en panículas. La corola tiene un labio trilobado. El fruto es una cápsula.

## Propiedades
- Considerada depurativa, útil en afecciones hepáticas.
- Antiinflamatorio semejante al harpagofito.
- Al tener saponinas debe ser consumido con mucha precaución por ser tóxico.

## Sinónimos
- Scrophularia subnodosa   Schur   [1904]
- Scrophularia italica Mill. [1768]
- Scrophularia hemshinica K.Koch [1849]
- Scrophularia major Bubani